# Chiến dịch Bình minh Đỏ
Chiến dịch Bình minh Đỏ (tiếng Anh: Operation Red Dawn) là một chiến dịch quân sự của Mỹ được thực hiện vào ngày 13 tháng 12 năm 2003 ở thị trấn ad-Dawr, Iraq, gần Tikrit, dẫn đến việc bắt giữ nhà chính trị gia người Iraq Saddam Hussein. Chiến dịch được đặt tên theo bộ phim Bình minh Đỏ (Red Dawn).

## Bối cảnh
Hussein biến mất khỏi tầm nhìn công chúng ngay sau cuộc tấn công Iraq 2003. Quân đội Mỹ đánh dấu ông ta là "Mục tiêu cao giá trị số một" (High Value Target Number One, hay HVT1) và bắt đầu một trong những cuộc săn lùng lớn nhất trong lịch sử.

## Cáo buộc lạm dụng tù nhân
Vào tháng 23 năm 2005, luật sư người Iraq, Khalil Dulaimi, Esq., đã lặp lại những lời phàn nàn của Saddam Hussein về việc bị lính Quân đội Hoa Kỳ đánh đập và tra tấn, và nói rằng chính ông ta đã thấy những vết bầm tím.

## Trạng thái tù nhân chiến tranh
Người phát ngôn Lầu Năm Góc nói rằng Saddam Hussein bị gán là tù nhân chiến tranh vì ông ta là lãnh đạo của "lực lượng quân sự chế độ cũ."